# Tim Payne (football)
Tim Payne est un footballeur néo-zélandais né le 10 janvier 1994 à Papakura. Il évolue au poste d'attaquant au Wellington Phoenix.

## Carrière
- 2009-2010 : Auckland City ( Nouvelle-Zélande)
- 2010-2011 : Waitakere United ( Nouvelle-Zélande)
- 2011-2014 : Blackburn Rovers ( Angleterre)[1]

## Palmarès
- Champion de Nouvelle-Zélande en 2011 avec Waitakere United